# Bayonne, New Jersey

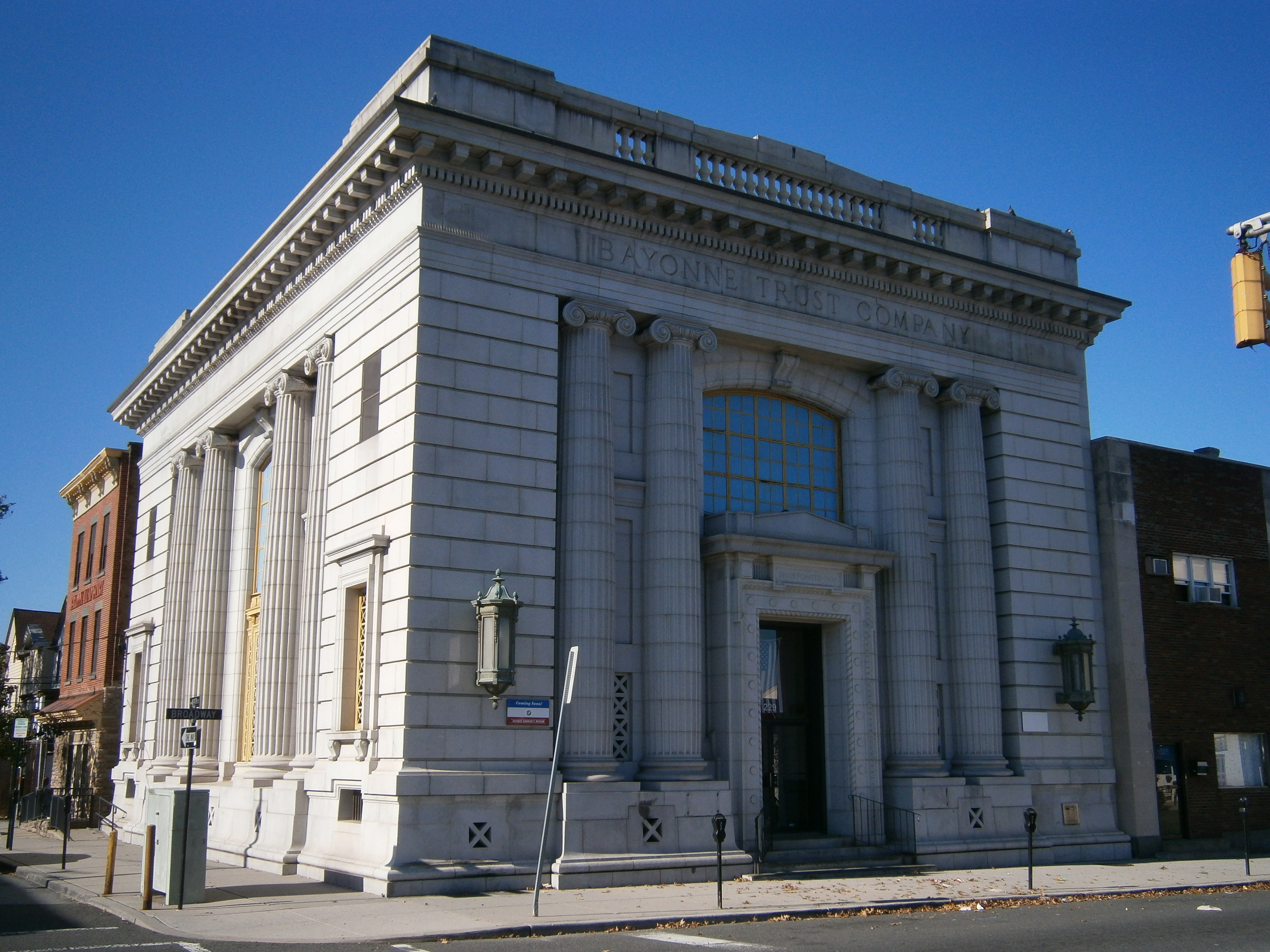
Bayonnes museum

Bayonne är en hamnstad i Hudson County i New Jersey i USA, med en yta av 29,1 km² varav hälften land och hälften vatten. 2006 var invånarantalet 57 886 enligt en uppskattning från United States Census Bureau. Staden ingår i New Yorks storstadsregion och ligger på västra sidan av Upper New York Bay.

## Geografi
Bayonne ligger på en halvö, Bergen Neck, som avgränsas i väster av Newark Bay, i söder sundet Kill Van Kull och i öster Upper New York Bay. Den södra udden kallas Bergen Point. Administrativt gränsar staden till staden Jersey City i norr, Staten Island och Brooklyn i New York i söder respektive öster, Elizabeth i Union County i väster och Newark i Essex County i nordväst.

## Historia
Bayonne har fått sitt namn efter staden Bayonne i Frankrike. Bayonne blev kommun, av typen township, 1 april 1861. Stadsrättigheterna gavs 1869 efter ett beslut av New Jerseys lagstiftande församling som dessutom bekräftades i en folkomröstning.

## Kultur och sevärdheter
I skönlitteraturen är Bayonne bland annat känt som den plats där den tecknade humorserien Ernie, skapad av Bud Grace, utspelar sig. Bayonne är även fantasy- och science fictionförfattaren George R.R. Martins födelsestad.
Vid Upper New York Bay finns minnesmärket To the Struggle Against World Terrorism.

## Näringsliv
Stadens näringsliv har traditionellt dominerats av läget vid New York och New Jerseys hamn, och Bayonne har fortfarande en aktiv hamn, bland annat för större kryssningsfartyg, samt en tillverkningsindustri och logistikverksamhet.

## Kända personer från Bayonne
- Tammy Blanchard, skådespelare.
- Clem Burke, trumslagare i gruppen Blondie.
- Sandra Dee, skådespelare.
- Martin Dempsey, general, USA:s försvarschef.
- Barney Frank, kongressledamot 1981-2013
- Joshua Gomez, skådespelare.
- Frank Langella, skådespelare.
- George R.R. Martin, fantasy- och science fiction-författare.
- Dick Savitt, tennisspelare.
- Victor J. Stenger, astrofysiker, filosof och författare.
- Robert Tepper, sångare.
- Zakk Wylde, heavy metal-musiker.

### Fiktiva personer från Bayonne
- Ernie, seriefigur av Bud Grace.